# Step Lively (film fra 1917)
Step Lively er en amerikansk stumfilm fra 1917.

## Medvirkende
- Harold Lloyd
- Snub Pollard
- Bebe Daniels
- W.L. Adams
- William Blaisdell